# Ángel Arroyo Lanchas
Ángel Arroyo Lanchas  (El Barraco, 2 d'agost de 1956) va ser un ciclista espanyol, que fou professional entre 1979 i 1989. Durant la seva carrera professional destaquen dues victòries d'etapa a la Volta a Espanya i dues més al Tour de França.
El 1983 finalitzà segon al Tour de França, per darrere Laurent Fignon. L'any anterior va veure com perdia el triomf de la Volta a Espanya per haver donat positiu durant la 17a etapa. Aquest positiu li comportà una penalització de 10' i el triomf passà a mans de Marino Lejarreta.

## Palmarès
- 1977
  - 1r a la Volta a Irlanda
- 1979
  - 1r a la Vuelta a los Valles Mineros i vencedor de 2 etapes
- 1980
  - 1r a la Volta a Castella i vencedor d'una etapa
  - 1r al Memorial Galera
  - 1r a la Clásica de los Puertos
  - Vencedor d'una etapa de la Volta a Alemanya
- 1981
  - 1r a la Volta a Astúries, vencedor d'una etapa i 1r del Gran Premi de la Muntanya
  - Vencedor d'una etapa de la Volta a Espanya
- 1982
  - 1r a la Pujada a Arrate i vencedor d'una etapa
  - Vencedor d'una etapa de la Volta a Espanya
  - Vencedor d'una etapa de la Volta a Andalusia
  - Vencedor d'una etapa de la Challange Costa de Azahar
  - Vencedor d'una etapa de la Vuelta a los Valles Mineros
- 1983
  - Vencedor d'una etapa del Tour de França
- 1984
  - Vencedor d'una etapa del Tour de França
  - Vencedor d'una etapa de la Volta a Aragó
  - Vencedor d'una etapa de la Vuelta a los Valles Mineros
- 1987
  - Vencedor d'una etapa de la Volta a Aragó

### Resultats a la Volta a Espanya
- 1979. 19è de la classificació general
- 1980. 17è de la classificació general
- 1981. 6è de la classificació general. Vencedor d'una etapa
- 1982. 13è de la classificació general. Vencedor d'una etapa (Guanyador de la Vuelta, fou penalitzat amb 10' per haver donat positiu en un control antidopatge durant la 17a etapa)
- 1983. 31è de la classificació general
- 1984. 36è de la classificació general
- 1986. Abandona
- 1987. 11è de la classificació general
- 1988. Abandona

### Resultats al Giro d'Itàlia
- 1980. 29è de la classificació general
- 1981. Abandona
- 1985. Abandona

### Resultats al Tour de França
- 1983. 2n de la classificació general. Vencedor d'una etapa
- 1984. 6è de la classificació general. Vencedor d'una etapa
- 1985. Abandona (1a etapa)
- 1987. Abandona (19a etapa)
- 1988. Abandona (15a etapa)